# Platanthera epiphytica
Platanthera epiphytica är en orkidéart som beskrevs av Leonid Vladimirovitj Averjanov och Peter Gennadievich Efimov. Platanthera epiphytica ingår i släktet nattvioler, och familjen orkidéer.
Artens utbredningsområde är Vietnam. Inga underarter finns listade i Catalogue of Life.